# Onderduiken (Tweede Wereldoorlog)

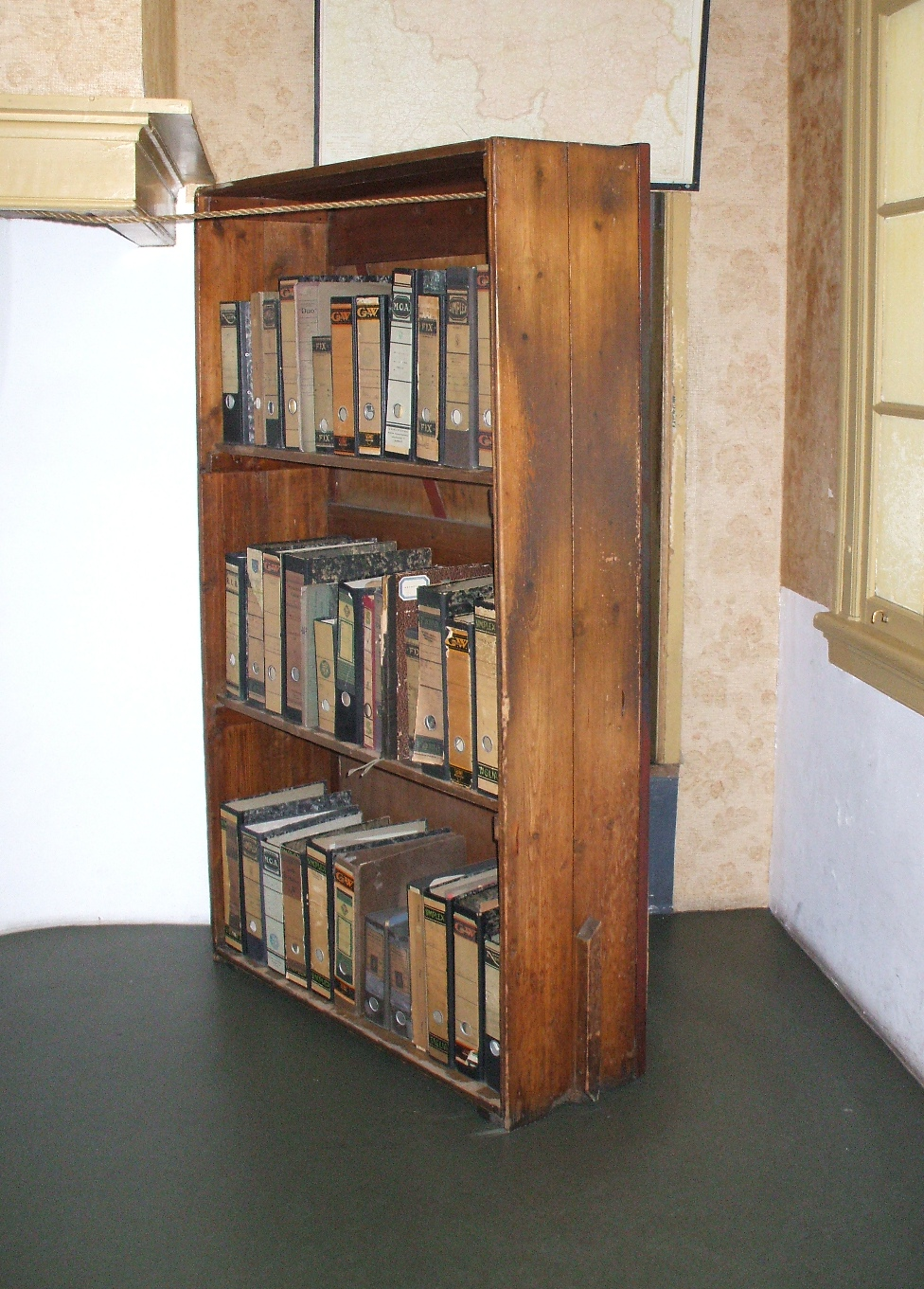
Reconstructie van de draaibare boekenkast in het Achterhuis, waarachter zich de onderduikruimte van Anne Frank en haar familieleden bevond.

Onderduiken betekende tijdens de Tweede Wereldoorlog dat men zich vaak voor langere tijd verborg om niet door de politie of Duitsers te worden opgepakt. Op het hoogtepunt waren er alleen al in Nederland ruim 350.000 mensen ondergedoken.

## Definitie
De website Joods Monument geeft als definitie:
Zich verbergen voor de nazi’s.
Het verbergen van personen op een adres waar zij niet geregistreerd stonden. In sommige gevallen werden geheime ruimtes gecreëerd waar de onderduikers zich moesten schuilhouden. In andere gevallen (vooral bij kinderen) namen zij deel aan het ‘pleeggezin’. In dat laatste geval werd vaak gebruikgemaakt van valse papieren. Wanneer de onderduikruimte ontdekt werd, werden de onderduikers gedeporteerd of ter plekke doodgeschoten. Ook de onderduikgevers werden in vele gevallen gedeporteerd. Begin 1943 zaten zo’n 25.000 joden ondergedoken. Van hen zijn er als gevolg van verraad en mede door de activiteiten van de Colonne Henneicke, duizenden opgepakt en via de strafbarak in Westerbork gedeporteerd.

## Geschiedenis
In totaal had Nederland op het hoogtepunt van het onderduiken eind september 1944, na de Spoorwegstaking, ruim 350.000 onderduikers – naar alle waarschijnlijkheid binnen bezet Europa een absoluut recordpercentage. Na de April-meistakingen in 1943 lag dit aantal in ieder geval al rond de 300.000 personen.
Aanvankelijk doken vooral Joden onder, zoals de familie Frank met hun dochter Anne Frank. Vaak waren het ook niet-Joodse mensen die een goede reden hadden om arrestatie door de Duitse bezetters te vrezen.
Vele duizenden mannen die opgeroepen werden voor de Arbeitseinsatz (dwangarbeid in Duitsland) doken onder, omdat zij niet voor de Duitse bezetter wilden werken. Degenen die toch gingen, konden gewond raken of sterven door geallieerde luchtaanvallen, waar soms per keer zo'n duizend bommenwerpers aan meededen. De reden voor de Arbeitseinsatz ligt in het feit dat het overgrote deel van de Duitse mannelijke bevolking aan het front aan het vechten was. Daarom moesten elders, uit de bezette gebieden, arbeiders gehaald worden.
Wie openlijke kritiek durfde te uiten op de Duitse bezetter moest ook onderduiken. Priesters, kunstenaars en schrijvers die het niet eens waren met de Duitsers doken onder. Wie dat niet deed, kon worden opgepakt en naar een concentratiekamp worden afgevoerd.
Ook verzetsstrijders waren soms genoodzaakt om onder te duiken.
Onderduikers kwamen in golven:
- eerst kwamen de studenten na de eerste studentenstaking in november 1941, om tewerkstelling in de Arbeitseinsatz (dwangarbeid) in Duitsland te voorkomen
- daarna volgden nog meer Joden vanwege het begin van de deportaties in voorjaar 1942
- vervolgens steeds meer mannen van 18 tot 40 jaar die niet in Duitsland wilden werken, aangemoedigd door de illegale pers
- daarna grote groepen mannen die niet opnieuw in krijgsgevangenschap wilden en ook deelnamen aan de April-meistakingen
- vervolgens veel deelnemers aan de Spoorwegstaking

### Joodse onderduikers
Over het algemeen was het extra moeilijk Joden onder te brengen tot medio 1943, toen door toegenomen Duitse terreur vrijwel elke Nederlander kon beseffen dat Joden deze hulp het hardst nodig hadden. Een verzwarende omstandigheid voor Joden was, dat de meerderheid van bijvoorbeeld de Amsterdamse Joden arm was, en zij dus niet konden betalen voor het onderduiken, terwijl betalen niet ongebruikelijk was, vooral in het begin.
Verder stonden op het herbergen van Joden steeds strengere straffen, terwijl er ook speciaal op Joodse onderduikers werd gejaagd door onder meer de Kolonne Henneicke en leden van de Landstorm van de NSB. Jodenjagers kregen een premie van ƒ 7,50, en later zelfs meer, het zogenaamde 'kopgeld'.
Voor Joodse kinderen werden aparte onderduikacties opgezet, onder meer door:
- Walter Süskind vanuit de Hollandsche Schouwburg, met hulp van anderen
- de NV-groep
- het Utrechts Kindercomité in samenwerking met de NV-groep
- de Rooms-Katholieke Kerk en vele verschillende protestantse kerkgenootschappen.

Ongeveer 25.000 Joden hebben door onder te duiken de oorlog kunnen overleven. Onder hen was ook een relatief groot aantal (gevluchte) Duitse Joden, omdat zij over het algemeen door hun kennis van de Duitsers een beter idee hadden van de repressie die dezen zich voornamen, en omdat zij vaak beter opgeleid en welgestelder waren.
Er waren bij het onderduiken problemen, zoals uitbuiting en afpersing van Joden, ernstige problemen in de relatie tussen onderduikers en gastheren. In een enkel geval heeft dat geleid tot de gewelddadige dood van de onderduiker, zoals in het geval waarbij de Amsterdamse cineast Louis van Gasteren betrokken was. Een aantal malen hebben zelfs Joden geholpen Joodse onderduikers aan te geven, zoals bijvoorbeeld de jodin Ans van Dijk heeft gedaan, de enige vrouw die na de oorlog in Nederland wegens collaboratie gefusilleerd is. Uit het boek Vogelvrij van Sytze van der Zee uit 2009 bleek echter dat er veel meer Joodse verraders waren geweest dan tot op dat moment bekend was.

### Omstandigheden
Onderduiken was geen sinecure: vaak waren de leef- en hygiënische omstandigheden in de bossen en watergebieden bar slecht en was men overgeleverd aan de kou en de elementen. Weer anderen moesten voordat zij onderdoken in de nacht door de bossen vluchten met onvoldoende beschermende kleding. De ruimte die een onderduiker ter beschikking had, was vaak zeer beperkt: een afgeschutte zolder, een kelder, en als plaats om zich te verbergen bij huiszoekingen vaak een verborgen kast, niet groter dan een hondenhok. In 2009 werd in Hilversum nog een dergelijke bergplaats (her)ontdekt.
De families die onderduikers in het geheim een dak boven hun hoofd gaven deden dit met gevaar voor eigen leven. Daarom was het absoluut noodzakelijk dat iedereen die erbij betrokken was volledig zweeg over deze onderduikers. Eén enkel woord dat uitlekte kon bij de Duitsers (Gestapo of SD) terechtkomen, met alle gevolgen van dien.

### Papieren

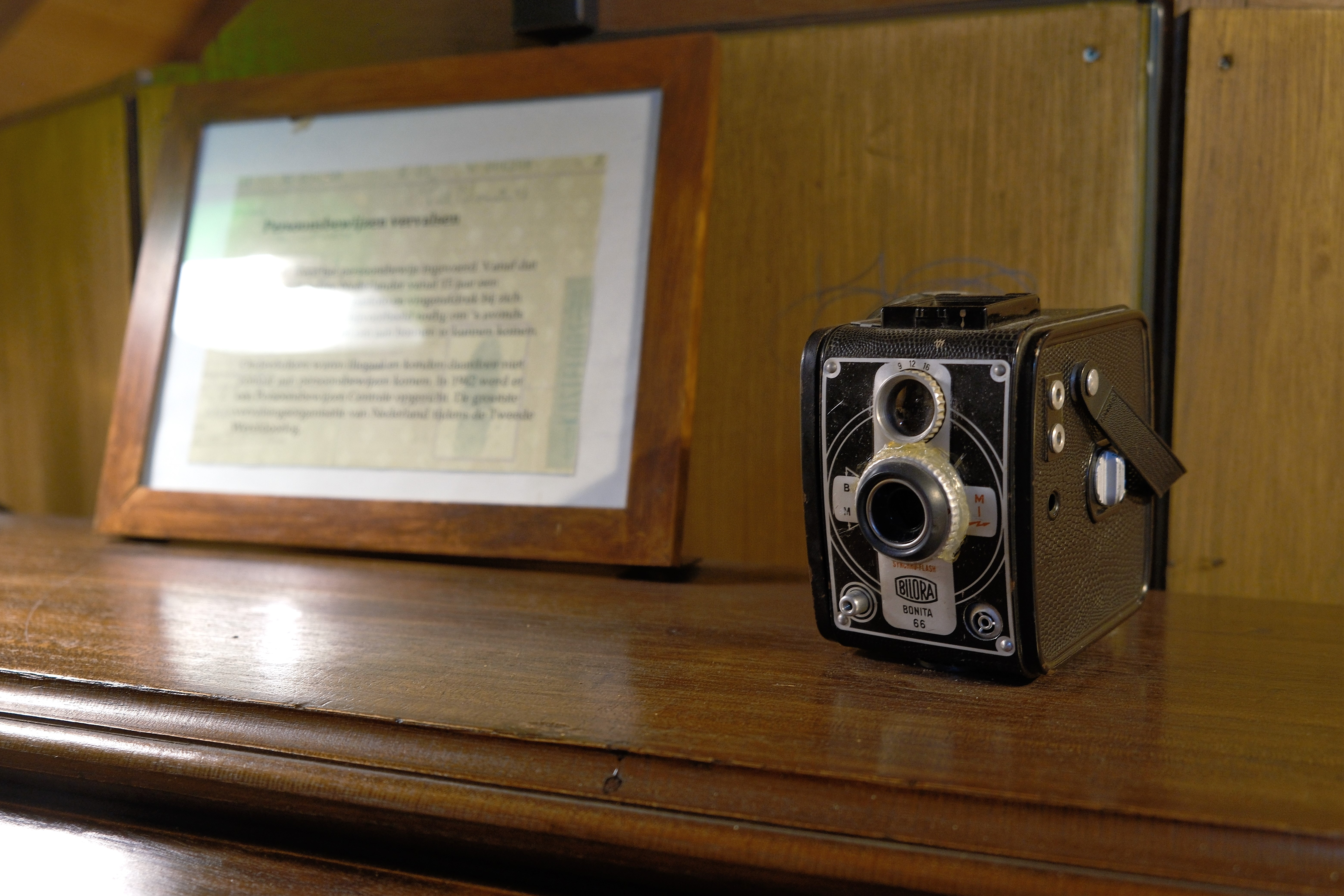
Het vervalsen van papieren als een onderwerp in het Nationaal Onderduikmuseum

Voor de Nederlandse onderduikers betekende het onderduiken vaak ook dat zij ook een vervalst persoonsbewijs op zak moesten hebben. Anders kon men bij willekeurige razzia's van de Duitsers door de mand vallen. Dit gold voor zover men het waagde de straat op te gaan, maar vele onderduikers brachten dag in dag uit binnenshuis door. Met een vals persoonsbewijs was men er nog niet, want dit betekende dat men ook een andere distributiestamkaart en distributiebonnen moest krijgen. Het Nederlandse verzet zorgde hiervoor door overvallen te organiseren op zogeheten distributiekantoren. Hier werden dan bonnen en (blanco) stamkaarten gestolen en die werden dan vervolgens via bepaalde kanalen aan de onderduikers gegeven. Wie immers geen stamkaart en distributiebonnen had, kon geen voedsel of andere producten kopen.

## Plaatsen
Na de oorlog bleek dat het dorp Aalten waarschijnlijk de meeste onderduikers per hoofd van de bevolking heeft geherbergd: 2500 op een bevolking van 13.000. Ook elders in Oost-Nederland zaten veel onderduikers. Er was zelfs een onderduikerskamp, Kamp Bernhard, waar Duitse krijgsgevangenen tijdens de oorlog werden vastgehouden..
Daarnaast waren populair:
- de in 1942 drooggelegde Noordoostpolder (N.O.P.), dat de bijnaam "Nederlands Onderduikers Paradijs" kreeg
- de Peel, omdat dit een afgelegen, slecht te bereiken streek was
- voor donkerharige Joodse kinderen: Limburg (vooral via de „Roomsche” Limburgse Onderduikorganisatie en de Amsterdamse verzetsgroep NV)
- landelijk Friesland
- West-Friesland
- De Biesbosch

## Organisaties

### Landelijke Organisatie voor Hulp aan Onderduikers
De Landelijke Organisatie voor Hulp aan Onderduikers (LO) was de voornaamste organisatie die onderduikers hielp met vooral adressen en papieren. Gedurende de Duitse bezetting van Nederland was de LO tevens de grootste en voornaamste verzetsbeweging. De organisatie kwam pas in 1943 goed van de grond en heeft veel onderduikers (joodse en niet-joodse) geholpen. Zij zorgde voor zowel onderduikadressen als bonkaarten, nodig voor de voeding van de onderduikers. Deze kaarten kwamen vaak van de Landelijke Knokploegen (LKP), de gewapende afdeling van de LO.
De LO organiseerde zelfs onderduikbeurzen, waar het aanbod en de vraag werden verdeeld. Vaak vroegen onderduikgastheren om onderduikers met een bepaald geloof, of om louter kinderen, of om wel of geen Joden. De LO was per provincie en soms daarbinnen per religieuze confessie verdeeld. Succesvol was de „Roomse” of Limburgse Onderduikorganisatie bijvoorbeeld voor het onderduiken en anonimiseren van joodse kinderen en joodse oorlogswezen die in internaten, ziekenhuizen en kloosters konden worden ondergebracht als evacués of 'aansterkende familieleden'.

### Nationaal Steun Fonds
Het Nationaal Steun Fonds (NSF) was de verzetsorganisatie die het verzet en het onderduiken voor het grootste deel financierde. Het NSF werd geleid door Walraven van Hall (de bankman) en Iman Jacob van den Bosch (de marineman). Zij sloten leningen af bij banken en particulieren. De Nederlandse regering in Londen stond garant voor naoorlogse terugbetaling. In oktober 1944 werd Van den Bosch bij het crematorium op kamp Westerbork gefusilleerd en in januari 1945 werd Van Hall in Haarlem opgepakt en gefusilleerd.

## Personen

### Onderduikers
Dit overzicht is mogelijk incompleet; u kunt helpen door het uit te breiden.
- Janny Brandes-Brilleslijper en Rebekka(Lien) Brilleslijper die ondergedoken zaten in Villa 't Hooge Nest.
- Dolf Cohen - hoogleraar en rector magnificus van de Universiteit Leiden.
- Bloeme Evers-Emden - ontwikkelingspsychologe die in de jaren 1990 vier boeken schreef over onderduikkinderen, hun ouders, onderduikouders en onderduikbroertjes en -zusjes.
- De familie Frank - het echtpaar Otto en Edith Frank met hun dochters Anne en Margot, die internationale bekendheid verkregen door het dagboek dat Anne Frank schreef.
- Pieter Hoppen - onderduiker uit Rotterdam die op verdenking van collaboratie vermoord werd door leden van KP-Meppel. Naoorlogs onderzoek wees uit dat Hoppen onschuldig was.
- Geert Lubberhuizen - die als student, Jodenhelper en illegaal uitgever in Amsterdam ondergedoken zat.
- Marga Minco - schrijfster.
- Anton Mussert - de NSB-leider, zat aan het begin van de oorlog een week ondergedoken in Bussum, totdat duidelijk was wie aan de winnende hand was. Hij ging er prat op de eerste onderduiker van Nederland te zijn.
- Johannes Post heeft zich samen met Celina Kuijper, haar verloofde Ies Davids, Jan Naber en Albert Rozeman enige tijd verborgen in de Drentse bossen. Post was eerst de onderduikgever van de Joodse Celina Kuijper.
- Tomas Ross - de schrijver werd geboren op een onderduikadres.
- Frits Slomp - de oprichter van de Landelijke Organisatie voor Hulp aan Onderduikers, een dominee uit Heemse, dook ook onder in juli 1942 en startte onder de schuilnaam Frits de Zwerver de hulporganisatie.
- Henk Sneevliet - internationaal de bekendste marxist van Nederland, zat in 1943 ondergedoken in Bergen op Zoom, waar hij gearresteerd werd waarna hij naar Kamp Amersfoort werd overgebracht en enkele dagen later werd gefusilleerd.
- Theodoor en Marie Stoppelman - Marie was een Nederlandse hoogleraar en arts. De Joodse broer en zus zaten 1,5 jaar ondergedoken bij Eltien en Neeltje Krijthe op de Wolfswaard in Wageningen. Na haar arrestatie werkte Marie noodgedwongen voor kamparts Josef Mengele in Auschwitz.
- Ed van Thijn - voormalig minister en PvdA-politicus, was langere tijd ondergedoken.
- Gerrit van der Veen - deze beeldhouwer en verzetsstrijder moest onderduiken na zijn aanslag op het Huis van Bewaring in Amsterdam in 1944, maar werd al korte tijd daarna opgespoord.

### Onderduikgevers
Dit overzicht is mogelijk incompleet; u kunt helpen door het uit te breiden.
- Mari Andriessen, een beeldhouwer die de verzetsstrijdster Truus Menger, een vriendin en medestrijdster van Hannie Schaft, verborg.
- Caroline Van Belle: moeder-overste van het klooster Sint-Antonius te Sint-Pieters-Leeuw verborg een veertigtal Joodse kinderen.
- Bep Binkhorst gaf onderdak aan de Joodse familie De Hartog.
- Harmke de Boer-Baltjes gaf onderdak aan Joodse onderduikers.
- Corrie, Casper en Betsie ten Boom ontvingen en herbergden thuis Joodse onderduikers.
- Germaine Chantraine verstopte soms tot vijftien joden in haar huis te St-Pieters-Woluwe.
- Eugène Cougnet: verstopte tientallen Joden in zijn kostschool te Heide (Kalmthout), later in het kasteel van Bassines bij Méan (Havelange).
- Grietje Doele-Bokma en haar man Halbe Sikkes Doele lieten twee Joodse kinderen onderduiken.
- Hein Fiedeldij Dop hielp tussen de honderd en tweehonderd kinderen onderduiken.
- Willem en Hindertje Drenth verborgen in totaal zestien onderduikers in hun huis.
- Kiky Heinsius verborg Joodse onderduikers.
- Liesbeth Hermsen verborg zes Joodse vrouwen in haar rusthuis.
- Erika Heymann verborg Joodse onderduikers.
- Louis-Joseph Kerkhofs, bisschop van Luik zette in zijn bisdom een onderduiknetwerk voor vervolgde Joden op.
- Willem Kolff en zijn ex-vouw Janke boden onderdak aan Joodse mensen.
- Eltien en Neeltje Krijthe verborgen Joodse onderduikers.
- Helena Kuipers-Rietberg nam twee Joodse onderduikers in huis en was initiatiefnemer van de LO.
- Frans Lemmens: Antwerpse kapper, verstopte drie Joodse kinderen in zijn huis.
- Cilia Loots: verborg elf Joodse kinderen in haar schooltje.
- Elisabeth de Meijier verborg Joodse onderduikers in haar huis, onder wie Chaim Knorringa en de violist Theo Olof.
- Yvonne Nèvejean, directrice van Nationaal werk voor Kinderwelzijn, was een van de leiders van een organisatie die hielp bij het verbergen van Joodse kinderen in België. Ze speelde een rol bij het verbergen van ongeveer 4.000 kinderen.
- Johannes Post - zie hierboven
- Marinus Post bood onderdak aan Joodse onderduikers.
- Mina en Aart Roelofsen boden onderdak aan Joodsee en niet-Joodse onderduikers.
- Binne Roorda verborg acht Joodse onderduikers op zijn bovenwoning.
- Simon (Siem) Schoon en Geessien Noorlag boden onderdak aan Joodse onderduikers in hun woning.
- Pieter Schoorl en herbergde Joodse onderduikers.
- Henri Reynders (Dom Bruno), benedictijn, bouwde vanuit de abdij Keizersberg in Leuven een ondergronds netwerk uit en droeg zo bij tot de redding van bijna 400 joodse kinderen.
- Julia Schuyten en haar man Klaas Sluys: onderduikgevers aan verschillende Joden in Boechout en omstreken
- Philomène Smeers (Zuster Marie-Véronique) verborg Joodse studentes Simone Suzanne Berman en Ilse Frumer in het klooster.
- Cis Suijs had geruime tijd onderduikers in huis.
- Walter Süskind was een Duitse Jood uit Nederlandse ouders die in Nederland ongeveer 600 Joodse kinderen aan de Jodenvervolging heeft helpen ontsnappen.
- Armand Thiéry (priester en emeritus hoogleraar experimentele psychologie Katholieke Universiteit Leuven) te Heverlee-Leuven gaf onderduikhulp aan Joden.
- Helena en Jaap van Weering namen een Joodse baby op in hun gezin.
- Jean & Leonie De Winne en hun dochter Mariette boden onderdak aan Marie Zelieznikas.
- Alphonse Walraff en echtgenote Schildermans Elisabet verborgen het Joodse gezin van Abraham Friedman in hun woning te Neerpelt.